# Sidiki Touré
Pour les articles homonymes, voir Touré.
Sidiki Touré, né le 27 novembre 1974 à Siguiri en Haute Guinée, est un économiste, Ingénieur et homme politique guinéen,.
Il est Directeur de la cellule de communication du RPG, le parti au pouvoir et secrétaire général du Ministère de la jeunesse et de l'Emploi Jeunes de Guinée.

## Biographie

### Enfance et formation
Sidiki fait ses études primaires et secondaires a Conakry jusqu'à l'obtention du Baccalauréat en 1994.
Orienté à l'Institut Supérieur de Faranah entre 1994 -1999, il quitte la Guinée  pour le Sénégal où il sort Ingénieur de Bâtiment de l'école d'Ingénieur de Dakar. Inscrit  à l' Université paris 8 , Saint Denis, Sidiki suit les cours de gestion et d'économie d'entreprise. Cumulativement, il poursuit les cours de Communication Institutionnelles à l'Institut d'Arts et de Métiers.

### Parcours professionnel
Depuis février 2017, il est le secrétaire général du ministère de la jeunesse dans trois (3) gouvernements successifs de Mamadou Saïd Fofana à  Ibrahima Kassory Fofana,.
Entre 2014 et 2017, il dirige la Direction nationale des infrastructures socio-éducatives et de l’équipement du ministère de la jeunesse et de l’emploi des jeunes.
Au Sénégal, entre février et août 2002, il passe un stage dans la société "KHADIM RASSOUL" en fin 2002. 
En 2005, il occupe le poste de chef des travaux à la société tunisienne de construction pour le projet de construction de 5000 logements à Ariana (Tunis en Tunisie).
Dès son retour à Dakar en 2007, il est nommé Directeur Général de la société Bonaventure de Dakar (Sénégal).
De 2008 à 2009, il travaille pour l'entreprise "NAS-Brazzaville" au Congo.

### Parcours politique
Depuis 1992, il est engagé au sein du RPG, le parti au pouvoir , où il continue de militer (de Dakar à Brazzaville, en passant par Tunis, Malabo, Cap, Taow, etc).

## Vie privée
Sidiki est marié et père de trois enfants.